# سن-ژرژ-دو-ویندزور، کبک
سن-ژرژ-دو-ویندزور (به فرانسوی: Saint-Georges-de-Windsor) شهری در منطقه شهری له سورس ناحیه استری در استان کبک کانادا است. در سرشماری سال ۲۰۱۱ این شهر ۹۲۹ نفر جمعیت داشته‌است و مساحت آن ۱۲۶٫۵۷ کیلومتر مربع است.